# Septième circonscription de la préfecture de Saitama
La septième circonscription de la préfecture de Saitama (埼玉県第7区, Saitama-ken dai-nana-ku) est l'une des seize circonscriptions législatives que compte la préfecture de Saitama au Japon.

## Description géographique
Entre 1994 et 2013, la septième circonscription de la préfecture de Saitama regroupait les villes de Kawagoe, Fujimi et Kamifukuoka.
Entre 2013 et 2022, elle comprenait les villes de Kawagoe et Fujimi et une partie de la ville de Fujimino.
Depuis 2022, elle correspond aux villes de Kawagoe et Fujimi.

## Députés
| Législature | Début de mandat | Fin de mandat | Député élu           | Parti politique | Parti politique |
| ----------- | --------------- | ------------- | -------------------- | --------------- | --------------- |
| 41e         | 1996            | 2000          | Kiyoshi Nakano (ja)  |                 | Shinshintō      |
| 42e         | 2000            | 2003          | Kiyoshi Nakano (ja)  |                 | PLD             |
| 43e         | 2003            | 2005          | Yasuko Komiyama (ja) |                 | PDJ             |
| 44e         | 2005            | 2009          | Kiyoshi Nakano       |                 | PLD             |
| 45e         | 2009            | 2012          | Yasuko Komiyama      |                 | PDJ             |
| 46e         | 2012            | 2014          | Saichi Kamiyama (ja) |                 | PLD             |
| 47e         | 2014            | 2017          | Saichi Kamiyama (ja) |                 | PLD             |
| 48e         | 2017            | 2021          | Saichi Kamiyama (ja) |                 | PLD             |
| 49e         | 2021            | 2024          | Hideyuki Nakano (ja) |                 | PLD             |
| 50e         | 2024            | -             | Yasuko Komiyama      |                 | PDC             |